# 横岳資誠
横岳 資誠（よこだけ すけまさ）は、戦国時代の武将。少弐氏の家臣。肥前国西島城主。

## 出自
横岳氏は、少弐氏の庶流で肥前三根郡郡代を務めた。少弐貞頼の子・頼房が横岳氏を名乗ったことから始まる。

## 略歴
横岳資貞の子として誕生。
永正3年（1506年）、少弐資元から偏諱を受け資誠を名乗る。資元を助けて、その補佐役に当たっていたという。
永正5年(1508年)、足利義尹は大内氏の力を借りて上洛した。この時、中国・九州の国人が供に随従した。少弐氏の名代として、資誠が上洛している。
享禄3年（1530年）の田手畷の戦いでは、大内義隆の命を受け北九州の諸将を動員した杉興運の攻勢に少弐氏方は劣勢となり、父・資貞が大内氏方に寝返ったが、資誠は終始少弐氏方として戦っている。その後、資元の子・少弐冬尚にも仕え、冬尚の娘を娶って重用された。
永禄12年（1569年）、死去。

## 子孫
- 資栄（孫二郎、兵庫頭）
  - 資誠の子。天文22年（1553年）9月29日に死去[1]。戒名は隆剛本興[1]。

- 鎮貞（しずさだ）（家実、弥十郎、中務大輔、頼貞、鎮恒）
  - 資栄の子。元和3年9月10日卒。法名は龍傳性透[3]。大友氏の家臣。少弐氏滅亡後、再興を目指して龍造寺隆信と戦う。特に永禄年間以降には、筑紫氏や大友氏を支援を受けて居城・西島城に籠城し何度も龍造寺氏の侵攻を防いだ。元亀元年（1570年）の今山の戦いでは、大友軍に従軍している。龍造寺氏に降伏後、龍造寺政家に仕え偏諱を受け家実を名乗った。以後、家実は一族の頼続とともに龍造寺軍の西肥前攻めや筑後攻めに従軍している。『隆信公幕下着到』では横岳氏は家実と一族の頼続の2名で600町と記載されている。佐賀県三養基郡みやき町西島の光浄寺に墓が現存する[2]